# کیسوکه اونو (بازیکن فوتبال، زاده ۱۹۹۴)
کیسوکه اونو (ژاپنی: 大野 敬介؛ زادهٔ ۱۷ آوریل ۱۹۹۴) یک بازیکن فوتبال اهل ژاپن است.
از باشگاه‌هایی که در آن بازی کرده‌است می‌توان به باشگاه فوتبال ریوکیو اشاره کرد.